# 11156 Al-Khwarismi
11156 Al-Khwarismi è un asteroide della fascia principale. Scoperto nel 1997, presenta un'orbita caratterizzata da un semiasse maggiore pari a 2,8949785 UA e da un'eccentricità di 0,0772954, inclinata di 1,13905° rispetto all'eclittica.